# Schattenprofil
Ein Schattenprofil ist ein mittels Software automatisch angelegtes Benutzerprofil einer tatsächlich existierenden Person in einem sozialen Netzwerk im Internet. Die betreffende Person ist dabei nicht selbst Mitglied dieses sozialen Netzwerks, und ein solches Schattenprofil wird häufig ohne Wissen und ohne die Zustimmung dieser Person angelegt. Die Software des sozialen Netzwerks sammelt zu diesem Zweck die über die Person im Netz verfügbaren Daten und speichert diese in Form eines Schattenprofils ab. Deutsche Datenschützer halten diese Praxis bei fehlendem oder mangelhaftem Einverständnis der Betroffenen für bedenklich.

## Beispiel Facebook
Über das soziale Netzwerk Facebook und dessen Tochterfirmen WhatsApp und Instagram ist bekannt, dass diese aus Kontaktlisten ihrer Mitglieder alle E-Mail-Adressen und Mobiltelefonnummern auslesen können. Daraus erstellen die Netzwerke Schattenprofile der Inhaber dieser Daten. Wenn solche Inhaber zu einem späteren Zeitpunkt dort tatsächlich ein Benutzerkonto anlegen und dabei die vom Netzwerk gespeicherte E-Mail-Adresse und Mobiltelefonnummer angeben, werden ihnen jene Mitglieder des Netzwerks, die diese Daten in ihr eigenes Benutzerprofil hochgeladen haben, automatisch als Kontakte vorgeschlagen. Das Konzept von Schattenprofilen ist seit mindestens 2013 bekannt. Dabei wertet die Netzwerk-Software auch andere gemeinsame Kontaktdaten der Mitglieder aus, Facebook legt den Software-Algorithmus dazu jedoch nicht offen.